# مطار رمبيك

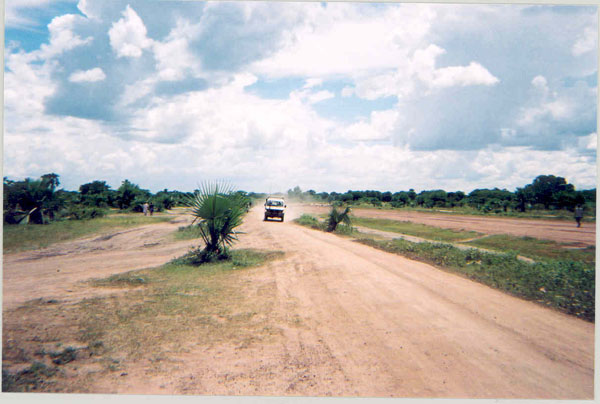
طريق بمحاذاة مدرج المطار الترابي

مطار رمبيك (إياتا: RBX، إيكاو: HSMK) هو مطار بمدرج ترابي ويخدم مدينة رمبيك في جنوب السودان.

## حوادث
- في 10 مارس 2003 أعطبت طائرة دوغلاس من طراز DC-3ZS-MFY بشدة أثناء الهبوط في مطار رمبيك بسبب هبوب الرياح. تم إصلاح الطائرة وأقلعت في 17 أبريل عام 2003.[2][3]

- في مارس 2003, تحطمت طائرة هوكر سايدلي اندوفر ذات رقم التسجيل (3C-KKB) دون إمكانية إصلاحها أثناء هبوطها اضطراريا في مطار رمبيك بسبب عطل في أحد محركاتها.[4]

1. ↑  "معلومات عن مطار رمبيك". مؤرشف من الأصل في 2016-04-17.
2. ↑  "ZS-MFY Accident description". Aviation Safety Network. مؤرشف من الأصل في 2018-07-06. اطلع عليه بتاريخ 2001-06-21.
3. ↑  "C/N 12073". The Dakota Association of South Africa. مؤرشف من الأصل في 2018-10-24. اطلع عليه بتاريخ 2010-06-21.
4. ↑  "3C-KKB Accident description". Aviation Safety Network. مؤرشف من الأصل في 2016-03-03. اطلع عليه بتاريخ 2010-06-22.